# Govinda (Gottheit)
Govinda (Sanskrit गोविंद oder गोविन्द Govind) ist zusammen mit Gopala eine Bezeichnung Krishnas, dem Avatara Vishnus. Im Hinduismus und insbesondere bei den Vaishnavas werden Vishnu und seine vollständige Inkarnation Krishna als höchste Gottheit verehrt.

## Etymologie

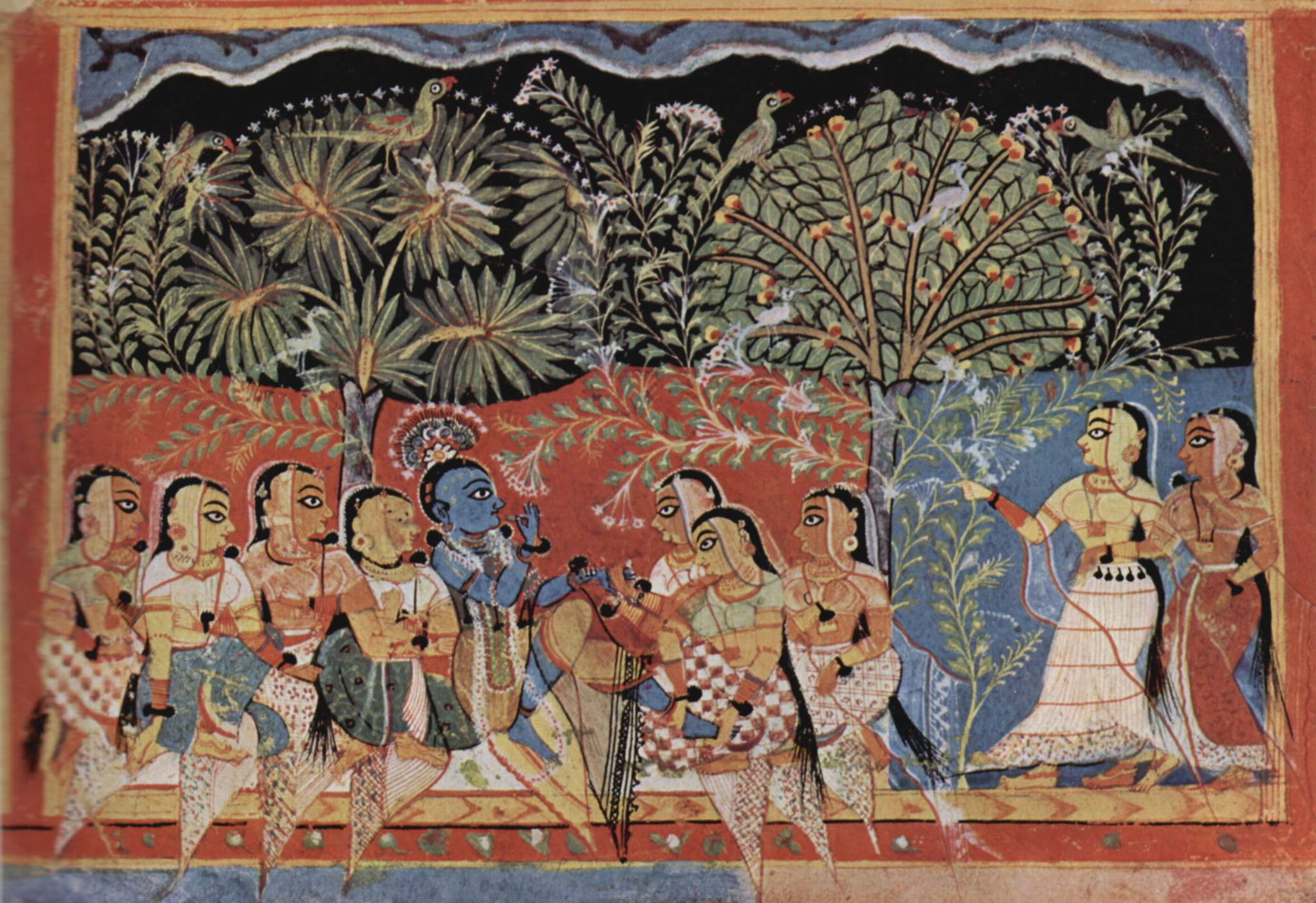
Gitagovinda, um 1550

Govinda setzt sich zusammen aus den Sanskritwörtern go गो mit der Bedeutung Kuh, Rind und vinda  विन्द (Beschützer, Hirte). Govinda bedeutet somit Beschützer der Kühe oder Kuhhirte. Insbesondere der jugendliche Krishna ist unter dieser Bezeichnung bekannt, da er in Vrindavan die Kühe hütete. In einem erweiterten Sinn kann go auch die Veden und darüber hinaus die Erde oder die Sinne bedeuten. Govinda beschützt daher neben den Kühen auch die Veden und verleiht den Sinnen höchste Freude.

## Interpretationen
Laut Adi Shankaras Kommentar zum Vishnu Sahasranama, der von Swami Tapasyananda übersetzt wurde, besitzt Govinda vier Bedeutungen. Die Weisen nennen Krishna Govinda, weil er alle Welten durchdringt und ihnen Energie übermittelt. Im Shanti Parva des Mahabharata wird verlautet, dass Vishnu die Erde wiederhergestellt hatte, nachdem sie in die Unterwelt des Patala versunken war. Aus diesem Grund priesen ihn die Devas als Govind, den Beschützer des bewohnten Landes. Govinda bedeutet auch derjenige, der allein durch die Veden erkannt werden kann. Im Harivamsha pries Indra Krishna für sein liebevolles Hüten der Kühe mit dem Zusatz, dass die Menschen ihn daher als Govinda verehren sollen.
Maharishi Mahesh Yogi bezeichnet in seinem Kommentar zur Bhagavad Gita Govinda als Herrn der Sinne. In der Geschichte im Mahabharata über Draupadi, die am Hof von Hastinapura von Dushasana ihres Saris beraubt zu werden drohte, wird berichtet, dass Draupadi zu Krishna (der sich damals in Dvaraka befand) betete, als sie ihren Sari nicht mehr länger an ihrem Körper halten konnte. Gottgeweihte, die alles verloren bzw. nichts mehr zu verlieren haben, wenden sich daher auch an den Höchsten Herrn als Govinda. In der Umgangssprache des Tamil und des Telugu bezieht sich  das Dialektwort govinda manchmal auf einen Verlust oder ein Misslingen. 

## Geschichtliches
Laut Klaus Klostermaier ist Kumar Gopijanavallabha bzw. Krishna als Liebhaber der Gopis die letzte Stufe eines historischen Entwicklungsprozesses, der letztlich zum modernen Krishnaismus führte. Diese Verehrungsform wurde erst später dem ursprünglichen Krishna-Vasudeva-Kult, der sehr wahrscheinlich auf mehrere Jahrhunderte vor Christi Geburt zurückgehen dürfte und der Verehrung von Balakrishna, dem Gottkind Krishna, hinzugefügt. Klostermaier führt dazu aus:

„Die heutige Krishnaverehrung ist ein Amalgam verschiedener Elemente. Historische Zeugnisse lassen darauf schließen, dass die Verehrung von Krishna-Vasudeva in und um Mathura bereits mehrere Jahrhunderte vor Christus stattfand. Ein zweites wichtiges Element ist der Krishna-Govinda-Kult. Erst später kam die Anbetung von Balakrishna hinzu - von großer Bedeutung im heutigen Krishnaismus. Als allerletztes Element erschien schließlich Krishna Gopijanavallabha – Krishna als Liebhaber der Gopis, unter denen Radha eine besondere Stellung bekleidet. In manchen Büchern wird Krishna als Begründer und erster spiritueller Lehrmeister der Bhagavata-Religion dargestellt.“

## Govinda im Hinduismus

### Keshava nama
In den Keshava nama, den 24 Namen Vishnus, tritt Govinda an vierter Stelle auf.

### Sahasranama
Unter den tausend Namen Vishnus, dem Vishnu Sahasranama, erscheint Govinda an 187. und 539. Stelle.

### Bhagavad Gita
In der Bhagavad Gita redet Arjuna Krishna zweimal als Govinda an (Verse 1, 32 und 2, 9):

„किं नो राज्येन गोविन्द किं भोगैर्जीवितेन वा
येषामर्थे काङ्क्षितं नो राज्यं भोगाः सुखानि च“

„kiṁ no rājyena govinda kiṁ bhogair jīvitena vā
yeșām arthe kāṅkșitam no rājyaṁ bhogāḥ sukhāni ca“

„O Govinda, was nützt uns ein Königreich, Glück oder gar das bloße Leben, wenn all die jene, für die wir dies begehren, jetzt vor uns (auf dem Schlachtfeld) stehen?“

„एवमुक्त्वा हृषीकेशं गुडाकेशः परन्तप
न योत्स्य इति गोविन्दमुक्त्वा तूष्णीं बभूव ह“

„evam uktvā hŗșīkeśaṁ guḍākeśaḥ parantapaḥ
na yotsya iti govindam uktvā tūșṇīṁ babhūva ha“

„Nachdem Arjuna, der Bezwinger der Feinde, so gesprochen hatte, sagte er zu Krishna: Govinda, ich werde nicht kämpfen! und verstummte.“

### Govinda-bhashya
Der Govinda-bhashya ist ein Kommentar zur Philosophie des Vedanta, der von Baladeva Vidyabhushana verfasst wurde.

## Gebete
Adi Shankara verfasste das Bhaja Govindam, ein berühmtes Gebet, dessen Botschaft lautet: «Wer Govinda verehrt, kann den großen Ozean von Geburt und Tod ohne Mühen überqueren». Darin kommt der Glaube zum Ausdruck, dass die Anbetung von Vishnu oder Krishna Gläubige aus dem Kreislauf der Wiedergeburt oder des Samsaras befreien und sie zu einem ewigen Leben voller Glückseligkeit in Vaikuntha führen kann – dem sich jenseits dieser materiellen Welt befindlichen höchsten Aufenthaltsort Govindas (bzw. Vishnus). In seinem Gebet Bhaja Govindam bringt Adi Shankara den Wert tiefer innerer Hingabe an Vishnu zum Ausdruck.
In einem Gebet des Vishnu Purana an Krishna/Govinda wird der Schutz der Kühe und der Brahmanen hervorgehoben:

„namo brahmaṇya-devāya go brahmaṇa-hitāya ca
jagad-dhitāya kŗșnāya govindāya namo namaḥ“

„Mein Herr, du bist der wohlmeinende Freund der Kühe und der Brahmanen, und du bist der wohlmeinende Freund der gesamten menschlichen Gesellschaft und der ganzen Welt“

In der Brahma Samhita kommt Brahma zu folgendem Schluss:

„ईश्वरः परमः कृष्णः सच्चिदानन्दविग्रहः
अनादिरादिर्गोविन्दः सर्वकारणकारणम्“

„īśvaraḥ paramaḥ kŗșnaḥ sac-cid-ānanda-vigrahaḥ
anādir ādir govindaḥ sarva-kāraṇa-kāraṇam“

„Krishna ist die höchste Person, und sein Körper ist ewig, voller Wissen und voller Glückseligkeit. Er ist der urerste Herr, Govinda, und er ist die Ursache aller Ursachen.“

Später dann wird Govinda als ältestes Lebewesen und Lenker des Sonnensystems verehrt:

„गोविन्दमादिपुरुषं तमहं भजामि“

„govindam ādi–purușam tam ahaṁ bhajāmi“